# توقیف کامیون زنان
توقیف کامیون زنان (به انگلیسی: Truck Stop Women) یک فیلم سینمایی آمریکایی محصول سال ۱۹۷۴ میلادی به کارگردانی مارک ال. لستر است و بخشی از آن توسط فیل گرام ساخته شده است.

## داستان
داستان یک مادر و دختر می‌باشد که اوضاع خوبی ندارند و با کامیون کار می‌کنند و می‌خواهند به یک باند مافیا جهت انجام عملیاتی ملحق شوند و ... 

## بازیگران
- کلودیا جنینگز در نقش رز
- لیو فارلر در نقش آنا
- دنیس فیمپل در نقش کرلی
- ژن درو در نقش مک
- پال کار در نقش سیگو
- جنیفر بارتون در نقش تینا
- جانی مارتینو در نقش اسمیت